# Mamba
Mamba (Dendroaspis) je rod jedovatých afrických hadů z čeledi korálovcovití. Tento rod tvoří čtyři druhy, a sice mamba černá (Dendroaspis polylepis), mamba Jamesonova (Dendroaspis jamesoni), mamba úzkohlavá (Dendroaspis angusticeps) a mamba zelená (Dendroaspis viridis). Jsou to všechno rychlí, štíhlí a vysoce jedovatí hadi, kteří se často vyskytují na stromech. Jméno Dendroaspis v překladu znamená doslova jedovatý stromový had. Mamby, zejména mamba černá, jsou velice obávaní hadi, kteří mají na svědomí mnoho smrtelných uštknutí, což dokládá i řada legend a příběhů. Dorůstají kolem dvou metrů délky, nejdelší je mamba černá, která může dosáhnout délky až kolem čtyř metrů (po kobře královské jde o druhého nejdelšího jedovatého hada na světě). Jsou to proteroglyfní hadi, kteří mají jedové zuby v přední části tlamy, pevně spojené s kostí. Název mamba byl do evropských jazyků přejat v oblasti jižní Afriky, ze zuluského a svazjiského pojmenování imamba. V jiných afrických jazycích má však slovo mamba jiný význam, například v jazyce čičeva z Malawi znamená mamba kobru a ve svahilštině dokonce krokodýla. Naopak mamba černá se svahilsky nazývá futa a mamba úzkohlavá hongo.

## Chování
Většina příslušníků tohoto rodu, jako například mamba zelená, jsou stromoví hadi, avšak mamba černá žije na zemi. Jsou to převážně denní tvorové, mohou však být aktivní i v noci. Přirozenou potravu mamb tvoří především ptáci a drobní savci včetně hlodavců, jako jsou myši, krysy a veverky. Z ostatních savců jsou to příslušníci řádu letounů a luskounů a čeledi rejskovitých. Živí se též ještěrkami, žábami a ptačími vejci. Mamby svou kořist aktivně loví, útočí prudce a usmrcují svým jedem.
Mamby jsou příbuzné kobrám a při zastrašování nepřítele mohou i ony do jisté míry zplošťovat a roztahovat krk.
Mnozí lidé věří, že mamba černá útočí na lidi. To je zřejmě nedorozumění, protože mamba obvykle využije své rychlosti k tomu, aby unikla do bezpečí. Člověk totiž představuje jejího největšího nepřítele, nikoli kořist. Mamby se obvykle snaží kontaktu s lidmi vyhnout.

## Jed

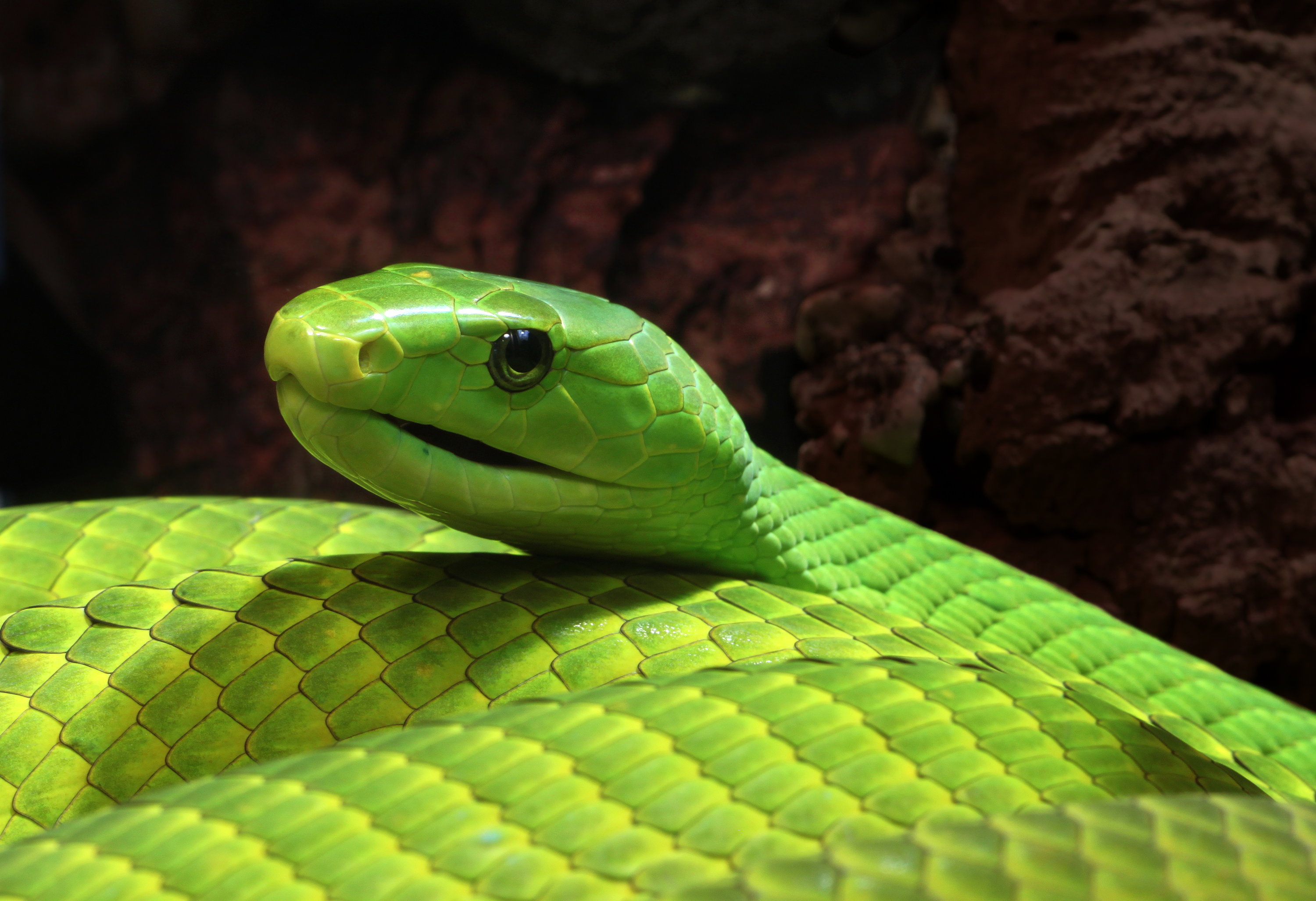
Znepokojená mamba úzkohlavá

Všechny mamby jsou vysoce jedovaté. Jejich jed je složen převážně z neurotoxinů známých jako dendrotoxiny a dále z kardiotoxinů a fascikulinů. Mohou obsahovat i kalcikludin, který je přítomen v jedu mamby úzkohlavé, a kalciseptin, přítomný v jedu mamby černé. Toxicita jednotlivých exemplářů se může v rámci téhož druhu a poddruhu značně lišit v závislosti na různých faktorech, jako je například zeměpisná oblast, počasí či nadmořská výška. Bez rychlé první pomoci spočívající v zaškrcení rány a následného podání protijedu může být uštknutí mamby pro člověka smrtelné, neboť ochromuje činnost srdce a plic. Jed mamby zelené, mamby úzkohlavé a mamby Jamesonovy má podobné složení jako jed mamby černé, nicméně vzhledem k jeho nižší toxicitě je smrtelná dávka jejich jedu nutně vyšší. Tyto druhy jsou též méně útočné než jejich příbuzná mamba černá. Než se začal používat protijed, končil značný počet mambích uštknutí smrtí oběti. Neošetřené uštknutí mamby černé má 100% úmrtnost. Počet úmrtí po uštknutí mambou se však v poslední době díky širokému používání protijedu značně snížil.
Mladé mamby jsou jedovaté již od narození, a mohou se tedy již pár minut po vylíhnutí aktivně bránit. Mají plně vyvinuté jedové žlázy, jež obsahují 1–2 ml jedu, což je množství, které postačuje k usmrcení dospělého člověka.